# Vataireopsis surinamensis
Vataireopsis surinamensis är en ärtväxtart som beskrevs av Lima. Vataireopsis surinamensis ingår i släktet Vataireopsis och familjen ärtväxter. Inga underarter finns listade i Catalogue of Life.